# Ачерешки
Ачерешки (рос. Ачерешки) — село у Курчалоївському районі Чечні Російської Федерації.
Населення становить 252 особи. Входить до складу муніципального утворення Регитинське сільське поселення.

## Історія
Згідно із законом від 20 лютого 2009 року органом місцевого самоврядування є Регитинське сільське поселення.

## Населення
| 1990 | 2002 | 2010 |
| ---- | ---- | ---- |
| 242  | ↗482 | ↘252 |